# 強烈熱帶風暴燦都 (2004年)
強烈熱帶風暴燦都（英語：Severe Tropical Storm Chanthu，國際編號：0405，PAGASA：Gener）是2004年太平洋颱風季的一個熱帶氣旋。

## 氣象歷史
一個熱帶低氣壓在6月10日於馬尼拉西南偏南約390公里處形成。它向西移動，於翌日清晨變成熱帶風暴並在6月12日進一步增強為強烈熱帶風暴。燦都直趨越南平定省歸仁市並在該處登陸，它於6月13日在泰國消散。

## 影響
在燦都的吹襲下，越南最少有11人死亡。